# Nasdaq Financial-100
Nasdaq Financial-100 je indeks finančnih storitev. Ustvarjen je bil leta 1985 kot hčerinski indeks Nasdaq-100.
Nasdaq Financial-100, ki ga je razvil NASDAQ, vključuje podjetja, ki se ukvarjajo z bančništvom, zavarovalništvom, hipotekami in trgovanjem z vrednostnimi papirji. Vključuje tudi delnice borze NASDAQ.

## Kriterij za izbor
Za članstvo v indeksu mora podjetje izpolnjevati naslednje standarde:
- Mora sodelovati v eni od naslednjih kategorij: bančništvo, zavarovalništvo, trgovanje z vrednostnimi papirji, posredništvo, hipoteka, izterjava, nepremičnine.
- Kotirati mora najmanj 3 mesece na NASDAQ.
- Mora biti na tekočem z dokumenti SEC.
- Ne sme biti v stečaju.

Če ima podjetje več razredov delnic, bodo vključeni vsi razredi, ki izpolnjujejo minimalne standarde tržne kapitalizacije. Vendar imajo trenutno vsa podjetja v indeksu samo en delniški razred.
Za razliko od indeksa Nasdaq-100 ni zahteve glede minimalne teže.
Tako kot Nasdaq-100 se indeks vsako leto ponovno uravnoteži, vendar junija. Če indeksna komponenta po ponovnem izračunu pade med pozicije od 101 do 125, se ji dodeli eno leto za vrnitev pozicije; če podjetje še naprej ne izpolnjuje tega standarda, se njegove delnice umaknejo. Vsaka komponenta, ki v času ponovnega uravnoteženja ni v prvih 125, se umakne. Prosta mesta v indeksu nato zasedejo podjetja, ki niso vključena v indeks in imajo najvišjo oceno.
Za razliko od Nasdaq-100, kjer so spremembe predhodno objavljene, sprememb Nasdaq Financial-100 NASDAQ ne objavlja.